# Fontana dei Delfini (Città del Vaticano)
La Fontana dei Delfini, o Fontana di Pio IX a piazza Pia, è una fontana artistica di Città del Vaticano.

## Storia
Fu realizzata dall'architetto Filippo Martinucci su commissione di papa Pio IX come decorazione del prospetto di palazzo Sauve verso piazza Pia, venendo quindi posta all'ingresso della Spina di Borgo. Inaugurata il 7 dicembre 1861, la fontana andò a sostituire un'altra fontana a mascherone realizzata nel 1614 da Carlo Maderno.
Nell'ambito della demolizione della Spina per la realizzazione di via della Conciliazione la fontana fu smontata nel 1936 e conservata nei magazzini vaticani, venendo rimontata nel 1958 all'interno della Città del Vaticano.

## Descrizione
Nella sua collocazione originale la fontana era costituita da una vasca sorretta da due delfini inscritta in una nicchia sormontata da una conchiglia; la nicchia era a sua volta inscritta in un'edicola ad arco con una trabeazione, sorretta da due colonne con capitelli ionici, sormontata dallo stemma pontificio di Pio IX a cui erano addossate due cornucopie. Sul fregio della trabeazione era riportata l'iscrizione: